# إد غرير
إد غرير (بالإنجليزية: Ed Greer)‏ هو لاعب كرة قاعدة أمريكي، ولد في 1865 في فيلادلفيا في الولايات المتحدة، وتوفي في 4 فبراير 1890.